# Pulau Kaingaran
Pulau Kaingaran (Varianten: Pulo Ingarin, Pulu Kigaran, Pulau Kingaran, Pulau Kaingaran, Pulau Kaingaran, Pulau Kingaran, Pulo Ingarin, Pulu Kigaran) ist eine kleine Insel im Mündungsbereich des Brunei-Flusses in Brunei. Sie ist ausgewiesen als Pulau Punyut Wildlife Sanctuary.

## Geographie
Die Insel ist Teil der Seria Anticline und bildet als Teil des Brunei Inner Bars einen Ausläufer der Anhöhe von Pulau Berambang, die sich von Südwesten nach Nordosten in die Brunei Bay hineinzieht. Zu dieser Formation gehört auch die Insel Pulau Chermin nur wenige hundert Meter südlich. Aufgrund einer Faltung der Schichten verlaufen zahlreiche Hügelkämme parallel nebeneinander, und so bilden die Inseln Pulau Pepatan und Pulau Baru-Baru im Osten Ausläufer des benachbarten Kammes.
Die gegenüberliegende Küste im Westen mit den Siedlungen Kampung Sungai Besar (Jin Kota Batu) steigt unmittelbar auf über 100 m an.
Pulau Kaingaran selbst erhebt sich nur wenige Meter über den Wasserspiegel. Sie hat einen kommaförmigen Grundriss und ist heute dicht bewaldet und unbewohnt. Nur ein schmaler Kanal trennt die Insel vom Festland bei Sungai Besar und auf Höhe des Norendes mündet der kurze Fluss Sungai Kenunuk Besar. Im geschützten Bereich des Kanals liegen zahlreiche Wasserfarmen.

## Geschichte
Die Insel spielte nur kurz eine Rolle in der Geschichte des Sultanats, als sie im Bürgerkrieg von Brunei als Stellung für Truppen des Sultanat Sulu dienten, die gegen Sultan Abdul Hakkul Mubin auf Pulau Chermin eingesetzt wurden.